# Antonio Puchades
Antonio Puchades Casanova (født 4. juni 1925, død 24. maj 2013) var en spansk fodboldspiller (midtbane).
På klubplan spillede Puchades hele sin karriere hos Valencia. Han spillede over 250 ligakampe for klubben, og var med til at vinde det spanske mesterskab i 1947 samt pokalturneringen Copa del Rey i både 1949 og 1954.
Puchades spillede desuden 23 kampe for Spaniens landshold. Han debuterede for holdet 20. marts 1949 i en venskabskamp på udeebane mod Portugal. Han var en del af den spanske trup til VM 1950 i Brasilien, og spillede alle spaniernes seks kampe i turneringen, hvor holdet endte på fjerdepladsen.

## Titler
La Liga
- 1947 med Valencia

Copa del Rey
- 1949 og 1954 med Valencia